# Heyersdorf
Heyersdorf es un municipio situado en el distrito de Altenburger Land, en el estado federado de Turingia (Alemania), a una altitud de 290 metros. Su población a finales de 2016 era de unos 124 habitantes y su densidad poblacional, 33 hab/km².
Se conoce su existencia desde 1296 y su iglesia data del siglo XIII. Es uno de los pocos municipios del distrito que no está vinculado históricamente al ducado de Sajonia-Altemburgo, ya que perteneció al reino de Sajonia hasta que en 1928 se llevó a cabo un acuerdo de límites entre los estados de Turingia y Sajonia.
El municipio, que únicamente comprende la localidad homónima, no pertenece a ninguna mancomunidad (Verwaltungsgemeinschaft), ya que las funciones de mancomunidad las realiza la vecina ciudad de Goessnitz.